# علی‌آباد (کاشان)
 علی‌آباد (کاشان)، روستایی از توابع بخش نیاسر شهرستان کاشان در استان اصفهان ایران است.

## جمعیت
این روستا در دهستان نیاسر قرار دارد و براساس سرشماری مرکز آمار ایران در سال ۱۳۸۵، جمعیت آن ۷۱ نفر (۱۹خانوار) بوده‌است.